# Генерично лекарство
Генерѝчно лека̀рство, генерѝк е лекарство, одобрено като еквивалентен заместител на вече съществуващо одобрено и патентовано лекарство (референтно лекарство) с изтекъл патентен срок. То трябва да използва същото активно вещество, в същите дози и да се прилага за лечение на същите състояния, както патентованото лекарство.
Патентованото лекарство обикновено се продава под запазена генерична търговска марка. Генеричните лекарства често се продават под стандартизирано международно непатентовано име в комбинация с фирмата производител, но те също могат да използват собствени названия.
Точните изисквания и процедури за одобряване на генериците варират в зависимост от конкретната юрисдикция. В Европейския съюз се одобряват от Европейската агенция по лекарствата, в САЩ – от Агенцията за контрол на храните и лекарствата. Процедурата е значително по-лека от тази за нови лекарства, тъй като употребата и активното вещество са едни и същи. С това се постига по-голяма конкурентоспособност и значително се намалява цената на лекарствата, след изтичането на патентния им срок.